# Oran
Oran (arabsko وَهران, latinizirano: Wahrān) je večje obalno mesto na severozahodu Alžirije. Velja za drugo najpomembnejše mesto Alžirije, takoj za glavnim mestom Alžir, zaradi svojega prebivalstva ter trgovskega, industrijskega in kulturnega pomena. Od Alžira je oddaljen 432 km zahodno-jugozahodno. Leta 2008 je bilo skupno število prebivalcev mesta 803.329, medtem ko ima metropolitansko območje približno 1.500.000 prebivalcev, zaradi česar je drugo največje mesto v Alžiriji.

## Etimologija
Beseda Wahran izhaja iz berberskega izraza wa - iharan (mesto levov). Lokalno priljubljena legenda pripoveduje, da so v obdobju okoli leta 900 našega štetja na tem območju opažali berberske leve. Zadnja dva leva sta bila ubita na gori blizu Orana in postala je znana kot la montagne des lions ('Gora levov'). Dva velikanska kipa leva stojita pred mestno hišo v Oranu in simbolizirata mesto.

## Zgodovina

### Pregled
Med Rimskim cesarstvom je na območju sedanjega Orana obstajala majhna naselbina, imenovana Unica Colonia, vendar je ta naselbina izginila, ko so Magreb osvojile številne regionalne sile, začenši z Vandali leta 435, ki so jim sledili Berberi mavro-rimskega kraljestva in končno Arabci okrog začetka 8. stoletja.
Današnji Oran so leta 903 ustanovili berberi azdaja in ajissa iz konfederacije Maghrawa, ki so živeli na tem območju in sčasoma ustanovili sodobno mesto Oran. Mesto je dolgo časa uživalo v obdobju blaginje pod almohadskim kalifom Abd al-Mu'minom, ko je zgradil trideset plovil, da bi ga povezal z Andaluzijo. Preživelo je dolgo, uspešno vladavino pod zajanidom Tlemcenom in uporabljalo svoja pristanišča kot ključni izhod zlasti v Španijo. Leta 1509 so ga zavzeli Kastiljci pod kardinalom Cisnerosom, španska suverenost pa je trajala do leta 1708, ko so mesto med obleganjem Orana (1707–1708) osvojili Alžirci. Španija je mesto ponovno zavzela leta 1732. Vendar se je njegova vrednost kot trgovske postojanke močno zmanjšala, tako da je med vladavino kralja Karla IV. mesto v letih 1790-1792 ponovno zavzela koalicija alžirskih čet proti Španiji, kar je privedlo do zmage za bega Orana kljub številnim poskusom leta 1563. Bejlik je trajal do leta 1831, ko je mesto padlo v roke Francozov.
Pod francosko oblastjo v 19. in 20. stoletju je bil Oran glavno mesto istoimenskega departmaja (številka 92). Julija 1940 je britanska mornarica obstreljevala francoske vojaške ladje v pristanišču, potem ko so zavrnile britanski ultimat o predaji; ta ukrep je bil sprejet, da bi zagotovili, da flota ne pade v nemške roke, saj so nacisti premagali Francijo in okupirali Pariz. Akcija je povečala sovraštvo Vichyjevega režima do Britanije, vendar je prepričala svet, da se bodo Britanci sami borili proti nacistični Nemčiji in njenim zaveznikom. Vlada Vichyja je držala Oran med drugo svetovno vojno, dokler ga niso zavzeli zavezniki konec leta 1942 med operacijo Torch.
Poleg tega so bili med francosko vladavino Judje spodbujeni, da se modernizirajo in sprejmejo dela, ki jih prej niso opravljali, vključno s kmetijstvom, medtem ko so bili muslimani izgnani iz mesta, njihova rodovitna zemljišča njihovih prednikov pa so bila zaplenjena in dana Colonom. Judje v mestu so se lahko pridružili francoski vojski od 24. oktobra 1870, medtem ko so bili muslimani prisiljeni služiti vojaški rok. Alžirski Judje so dobili državljanstvo, medtem ko alžirski muslimani ne. Judje so kmalu po vojni postali tarča, ker niso podpirali boja za neodvisnost proti Franciji.
Pred alžirsko vojno 1954–1962 je imel Oran enega največjih deležev Evropejcev med vsemi mesti v Severni Afriki. Julija 1962, po prekinitvi ognja in dogovorih s Francijo, je FLN vstopila v Oran in nanje so streljali Evropejci. Mafija je kot odgovor na incident napadla soseske pied-noir in med kasnejšim pokolom v Oranu leta 1962 je bilo ubitih najmanj 95 ali kar 365; mnogi drugi naj bi 'izginili'. To je sprožilo večji eksodus Evropejcev v Francijo, ki je že potekal. Kmalu po koncu vojne je večina evropskih in alžirskih Judov, ki so živeli v Oranu, zbežala v Francijo. V manj kot treh mesecih je Oran izgubil približno polovico prebivalstva.

### Verska zgodovina
Zaradi svoje lege kot najbližjega pristanišča Španiji in njegove pomembnosti v Sredozemlju so se judovski begunci najprej priselili v Oran, da bi pobegnili pred preganjanjem in spreobrnitvijo v krščanstvo v Španiji leta 1391. To zatočišče je leta 1492 in 1502 prineslo druge verske begunce, med katerimi so spet bili Judje in muslimani. 24. oktobra 1870 so alžirski Judje s francosko prevlado dobili francosko državljanstvo z dekretom Crémieux. Pozneje, kljub razpoloženju med drugo svetovno vojno, ki je bilo naklonjeno sprejemanju, je Oran še vedno imel zgodovino, ki jo je zaznamovala nestrpnost. Judovsko prebivalstvo se je zmanjšalo, saj so bili muslimani edina skupina, ki je prejela državljansko zaščito leta 1963, eno leto po alžirski neodvisnosti.

### Špansko obdobje (1509–1708, 1732–1792)
Pred Španci so Portugalci julija 1501 sprožili neuspelo odpravo, da bi zavzeli mesto. Štiri leta kasneje so Španci zavzeli Mers-el-Kébir, ki je le šest kilometrov zahodno od Orana. Tako so se začeli prvi organizirani vpadi v mesto, ki je takrat štelo 25.000 prebivalcev in 6000 fuerojev. Grof Pedro Navarro je po ukazu kardinala Francisca Jiméneza de Cisnerosa mesto končno zavzel 17. maja 1509. Okupacijske sile so zažgale knjige in arhiv mesta.
Do leta 1554 so Turki dosegli Alžir. Guverner Orana, grof Alcaudete, se je proti njim povezal z maroškim sultanom Mohamedom aš-Šejkom. Devet let pozneje, leta 1563, je Álvaro de Bazán, markiz de Santa Cruz, zgradil trdnjavo Santa-Cruz, ki je strateško postavljena na vrhu gore, l'Aïdour, več kot 300 m nad morjem, neposredno zahodno od mesta. Pedro Garcerán de Borja, veliki mojster reda Montesa, je bil kapitan Orana, ko je 14. julija 1568 Juan Avstrijski (nezakonski sin Karla I. in očetov polbrat kralja Filipa II.) vodil flotilo 33 galej proti Alžircem.
Aprila 1669 je španski guverner, 6. markiz Los Véleza, izgnal vse Jude, ki so živeli v Oranu in Mers El Kébirju, in jih poslal v Nico ali Livorno.
Španci so obnovili trdnjavo Santa Cruz za namestitev svojih mestnih guvernerjev. »Utrdbe kraja so bile sestavljene iz debelih in neprekinjenih zidov z obsegom več kot dva kilometra in pol, na vrhu katerih so bili močni stolpi med njimi«, z osrednjim gradom ali kazbo, kjer je imel španski guverner svoj sedež. Pod špansko oblastjo je mesto še naprej raslo, kar je zahtevalo širitev mestnega obzidja. Kljub izboljšanim utrdbam je bilo mesto večkrat predmet napadov. V zvezi s tem je opazen maroški šarif Moulay Ismail, ki se je leta 1707 poskušal prebiti mimo obrambe, vendar je bila njegova vojska zdesetkana. Leta 1739 je bilo zaradi kuge za leta prepovedano trgovanje z okolico. Leta 1744 je kralj Filip V. Španski prosil guvernerja Tomása du Rolleta de la Toura za dromedarje za dopolnitev staleža v kraljevi palači Aranjuez. Vendar je nekdanji oranski beg prepovedal trgovanje s Španci in tiste dromedarje, ki so jih postopoma pošiljali kralju, so prodali pripadniki lopovskega plemena. Večino vzdrževanja kraja so plačali z bulo križarske vojne (latinsko bulla cruciata), prispevkom španske katoliške cerkve.

### Obdobje bejlika (1708–1732, 1792–1831)
Španci so mesto zasedali do leta 1708, ko je beg Mascara Mustapha Ben Youssef (Bouchelaghem), vazal alžirskega Deylika, arabizirani Berber iz regije Mascara, izkoristil špansko nasledstveno vojno za izgon Špancev.
Leta 1732 so se španske sile pod vodstvom Joséja Carrilla de Albornoza vrnile in prevzele mesto od Bouchelaghema. Španija je ohranila oblast nad Oranom naslednjih šest desetletij.
V noči po 8. oktobru 1790 je silovit potres v manj kot sedmih minutah terjal več kot 3000 žrtev. Karel IV. ni videl prednosti v nadaljevanju okupacije mesta, ki je postajalo vse dražje in nevarno. Začel je pogovore z Deyem iz Alžira.

#### Obleganje Orana in Mers el-Kébirja (1790–1792)
Potem ko je še en potres poškodoval špansko obrambo, so sile novega oranskega bega Mohameda el Kebirja oblegale mesto. Do konca leta 1790 je bila Alžirija očitna prednost. Španci, ki niso želeli tvegati svojih čet, so 12. septembra v Alžiru in 12. decembra v Madridu podpisali sporazum z Alžirci, ki je priznaval alžirski nadzor nad mestom. Do februarja so vse španske čete evakuirali. Leta 1792 je Beg tam naselil judovsko skupnost. Leta 1796 je zgradil Pašino mošejo (v čast Hassana paše, alžirskega beylerbeya) z odkupnino, plačano za izpustitev španskih ujetnikov po dokončnem odhodu Španije.

### Francosko obdobje (1831–1962)
Mesto z 10.000 prebivalci je bilo še vedno v posesti Osmanskega cesarstva, ko je eskadrilja pod poveljstvom kapitana Bourmanda 14. decembra 1830 zavzela el-Kébir. Mesto je bilo v klavrnem stanju. 4. januarja 1831 so Francozi pod poveljstvom generala Damrémonta zasedli Oran. Septembra 1831 je general Berthezène g. Pujola imenoval za župana Orana; bil je kapitan konjenice v pokoju in je bil pod cesarstvom ranjen v desno roko.
Leta 1832 je mladi emir Abd al-Kadir, ki je vodil silo pet tisoč mož, napadel Oran. Aprila 1833 je vrhovnega poveljnika, generala Boyerja, zamenjal baron Louis Alexis Desmichels. Zagovorniki mesta, ki jih je napadel Abd al Qadir, so obdržali svoje mesto. Številni Evropejci so se naselili v Oranu v francoskem obdobju in do začetka 20. stoletja so tvorili večino mestnega prebivalstva.
V drugi svetovni vojni je bil Oran ena od pristajalnih točk v operaciji Torch, prvi ameriški akciji na območju Evropa-Severna Afrika novembra 1942. Task Force je utrpel nekaj škode na svoji floti, saj je poskušal pristati v plitvi vodi, vendar so bile sovražne ladje potopljene ali odgnane, Oran pa se je predal po močnem ognju britanskih bojnih ladij.
- Oran s stopnic mestne hiše, 1894
- Fantazija v Oranu, 1880
- Mestna hiša v Oranu iz francoskega obdobja

### Od osamosvojitve (1962)
Zaradi eksodusa Pieds-Noirs je bila Cathédrale du Sacré-Cœur d'Oran (stolnica Presvetega srca) leta 1984 spremenjena v javno knjižnico, Aubert Library of Oran, leta 1984.
Danes je Oran veliko pristanišče in trgovsko središče ter ima tri univerze. V stari četrti Orana sta kazba in mošeja iz 18. stoletja. Sodobni del Orana se imenuje La Ville Nouvelle in je bil zgrajen po letu 1831; ta del je v nasprotju s starejšim delom, La Blanca.

## Geografija
Oran, glavno mesto istoimenske vilaje, je ena od 26 občin te upravne enote in drugo največje mesto v Alžiriji za glavnim mestom Alžir. Je na severozahodu države, na južni obali Sredozemskega bazena, dviga se na dnu zaliva, ki se odpira v Oranski zaliv, približno 432 km od Alžira. Najbližja sosednja mesta so Mostaganem (80,9 km vzhodno), Sidi-Bel-Abbès (89,3 km), Mascara (Alžirija) (97,7 km jugozahodno) in Ain Témouchent (73,5 km zahodno).
Geografsko je občina Oran omejena z goro Aïdour na zahodu in planoto Moulay Abd-al-KadEr-al-Jilani (imenovano tudi Moul-el-Meida) na jugu. Glede na trenutno upravno razdelitev je obkrožena z občinami Mers-el-Kébir na zahodu, Misserghin na jugozahodu, Es Senia na jugu, Sidi Chami na jugovzhodu in Bir El Djir na vzhodu.
Oran je v kotanji naravnega zaliva, naslonjenega na vznožje gore Aïdour. Na vrhu s simbolično trdnjavo Santa Cruz, ki se dviga na približno 429 metrov, se je v mestu rodilo prvo mestno jedro na bregovih grape Raz el-Aïn8. Nato se je razširilo proti vzhodu in jugovzhodu na apnenčasto planoto, ki se v zaledju odpira v polsušno obalno ravnino.
Obala Orana se dviga do nadmorske višine 40 metrov, medtem ko pečine Gambette dosegajo vrh več kot 50 metrov. Mesto se nato rahlo dvigne in doseže 70 metrov na planoti Karguentah in 90 metrov v predmestju Es-Senia.
15 km jugozahodno od mesta Oran je Sebkha d'Oran, endorheično jezero na več kot 40.000 hektarjih. Je druga največja sebka v Alžiriji. Napaja se iz več vadijev in ima ključno vlogo v okolju regije, saj pomaga uravnavati lokalno podnebje in obnavljati podzemne vode.
Poleg samega mesta ponuja okolica dežele izjemno gorsko panoramo. Na vzhodu se gora Lions dviga do 587 metrov, medtem ko pogorje Djebel Orousse doseže vrh pri 628 metrih pri Djebel Sidi Driss. Drugi pomembni vrhovi v tem območju so Jebel Tafrent s 589 metri. Na jugovzhodu prevladuje Jebel Sidi Aissa s 789 metri, nazadnje pa gorovje Tessala doseže 1048 metrov na jugu.

### Podnebje
Oran ima polsušno podnebje (Köppenova klasifikacija podnebja BSk/BSh). Podnebje Orana kaže vplive sredozemskega podnebja; vendar kombinacija razmeroma visoke povprečne letne temperature mesta in razmeroma nizke letne količine padavin preprečuje, da bi mesto spadalo v to podnebno kategorijo. Oran ima v povprečju 326 mm padavin letno, večina pade med novembrom in majem. Poletja so najtoplejši čas v letu, s povprečnimi visokimi temperaturami v najtoplejšem mesecu (avgustu) do 32 stopinj Celzija. Zime so najhladnejši čas v letu v Oranu, z visokimi temperaturami v najhladnejšem mesecu (januarju) okoli 17 stopinj Celzija.

### Uprava
Od leta 2019 ima Oran 18 občin (ali okrožij) in 83 četrti.
Medina Jedida ali Novo mesto je veliko zgodovinsko in priljubljeno okrožje. V francoskem kolonialnem obdobju je bilo ena od muslimanskih četrti. V tem okrožju je ena največjih tržnic v državi, imenovana Le Marché de Medina Jedida (Tržnica Medina Jedida).
El Hamri je veliko in priljubljeno okrožje v središču Orana, pod francosko vladavino znano kot Lamur. Tam je nogometni klub Mouloudia d'Oran.
Zgodovinsko okrožje Sidi El Houari je predmestje na severu mesta d'Oran. Tam je kolegij Saint-Louis, pa tudi stara paševa mošeja iz 17. stoletja. V tem okrožju počiva koža svetnika zavetnika mesta v imenu Sidi El Houari. Druge turistične zanimivosti: starodavna prefektura baze podatkov Stalingrad, španski ostanki iz 16. stoletja in še posebej palača Bey d'Oran.
- Utrdba Mers el-Kebir
- Plaža Madagh (zahodno od Orana)
- Velika knjižnica (nekdanja katedrala Sacré-Cœur v Oranu)
- Pogled na del Orana z vrha Murdjajo